# Histoire(s) du cinéma
Histoire(s) du cinéma är en serie filmessäer av Jean-Luc Godard, släppta mellan och 1988 och 1998. Med verket åsyftar Godard att definiera och kritisera 1900-talet, genom dess relation till filmhistorien och filmen som koncept. Histoire(s) du cinéma består nästan enbart av ljud- och bildklipp från andra filmer, såväl klassiker som obskyra verk. Utan S:et inom parentes betyder titeln "Filmens historia", och med S:et "Historier om filmen".
1988 visades en version av verket utom tävlan vid Filmfestivalen i Cannes, och 1997 en annan i sektionen Un certain regard. Den 4 april 2007 gavs hela verket ut på DVD.

## Avsnitt
Histoire(s) du cinéma är indelad i fyra kapitel, som vardera består av två delar.
- 1(a): "Toutes les histoires" ("Samtliga historier"), 1988, 51 minuter
- 1(b): "Une histoire seule" ("En enda historia"), 1989, 42 minuter
- 2(a): "Seul le cinéma" ("Endast filmen"), 1997, 26 minuter
- 2(b): "Fatale beauté" ("Dödlig skönhet"), 1997, 28 minuter
- 3(a): "La monnaie de l'absolu" ("Det absolutas valuta"), 1998, 27 minuter
- 3(b): "Une vague nouvelle" ("En ny våg"), 1998, 27 min
- 4(a): "Le contrôle de l'univers" ("Kontrollen av universum"), 1998, 27 minuter
- 4(b): "Les signes parmi nous" ("Tecknen bland oss"), 1998, 38 minuter